# Pedro Pablo Abarca de Bolea
Pour les articles homonymes, voir Abarca.

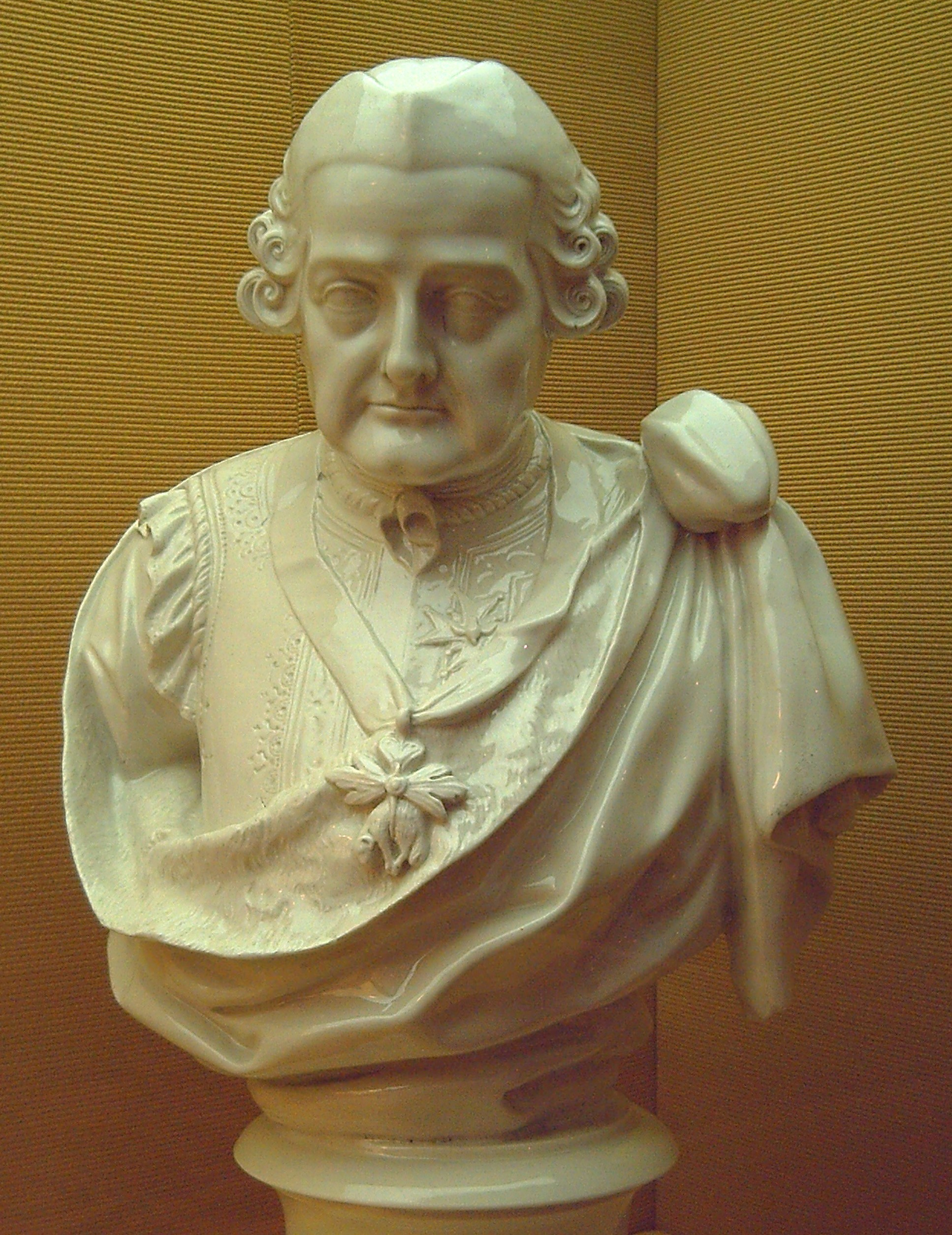
Pedro Pablo Abarca de Bolea, comte d'Aranda

Pedro Pablo Abarca de Bolea, comte d'Aranda (Siétamo, Huesca le 1er août 1719- Épila, Saragosse le 9 janvier 1798) est un homme d'État espagnol du XVIIIe siècle.

## Biographie
Pedro Pablo Abarca de Bolea fut ambassadeur de Charles III près du roi Auguste III de Pologne. Il devint en 1766 président du conseil de Castille, il expulse les Jésuites en 1767 et limite le pouvoir de l'Inquisition d'Espagne en 1767 et reste président du conseil de Castille jusqu'en 1773  puis ambassadeur en France de 1773 à 1784.
En 1739, il épouse Ana Maria Fernandez de Villalpando, fille du duc de Hijar. Elle ne lui donne qu'un fils qui mourra à 14 ans; il se remarie avec son arrière petite-nièce Maria del Pilar de Palafox y Silva qui ne lui donne aucun héritier.
Considéré comme un représentant typique du despotisme éclairé sous le règne de Charles III d'Espagne, il a pris ses fonctions à partir de 1766, comme président du Conseil des ministres.
En 1776, le comte d'Aranda envoya conjointement avec la Couronne française « deux millions de livres tournées destinées par les deux Cours à aider les colonies anglaises d'Amérique », qui devaient servir à acheter, entre autres fournitures, 216 canons en bronze, 12 826 bombes et 30 000 fusils avec leurs baïonnettes pour les États-Unis d'Amérique naissants. Cette aide secrète cruciale des deux pays contribua à assurer le triomphe initial des rebelles à Saratoga en 1777.
En 1785, le Comte d'Aranda pour peupler la Louisiane face aux Anglo-Saxons, entreprend d'obtenir du roi de France de pouvoir y établir les derniers Acadiens qui restaient non-assimilés en France. Les transactions avec Vergennes aboutissent en avril 1784 : les frais de transports seront payés par l'Espagne, la France réglera ses arriérés de pensions aux Acadiens. Sept navires vont être armés et partir de Nantes en 1785 vers la Nouvelle-Orléans. On peut avancer le chiffres de 1 596 Acadiens qui ont été transportés ainsi sur le Bon Papa et le Saint-Rémy armés par Jean Peltier Dudoyer, la Bergère armée par Joseph Monesron Dupin, la Caroliine, commandée par Nicolas Baudin, le Beaumont, l'Amitié et la Ville d'Arcangel.
Le 14 décembre 1788 Charles III décède.
Il fut nommé le 28 février 1792 secrétaire d'État (équivalent de premier ministre), par le Roi Charles IV d'Espagne en remplacement du comte de Floridablanca, tout en étant assez âgé (74 ans). Il doit faire face à la France révolutionnaire et essaie de sauver Louis XVI, mais le Roi Charles le jugeant finalement dépassé le remplace par Manuel Godoy, le 15 novembre 1792.